# Arne Hovde
Arne Hovde   (Vikersund, 28 de setembre de 1914 - 12 d'abril de 1936) va ser un saltador amb esquís noruec que va competir durant la dècada de 1930. En el seu palmarès destaca una medalla de plata Campionat del Món d'esquí nòrdic de 1934.